# ロシニ島

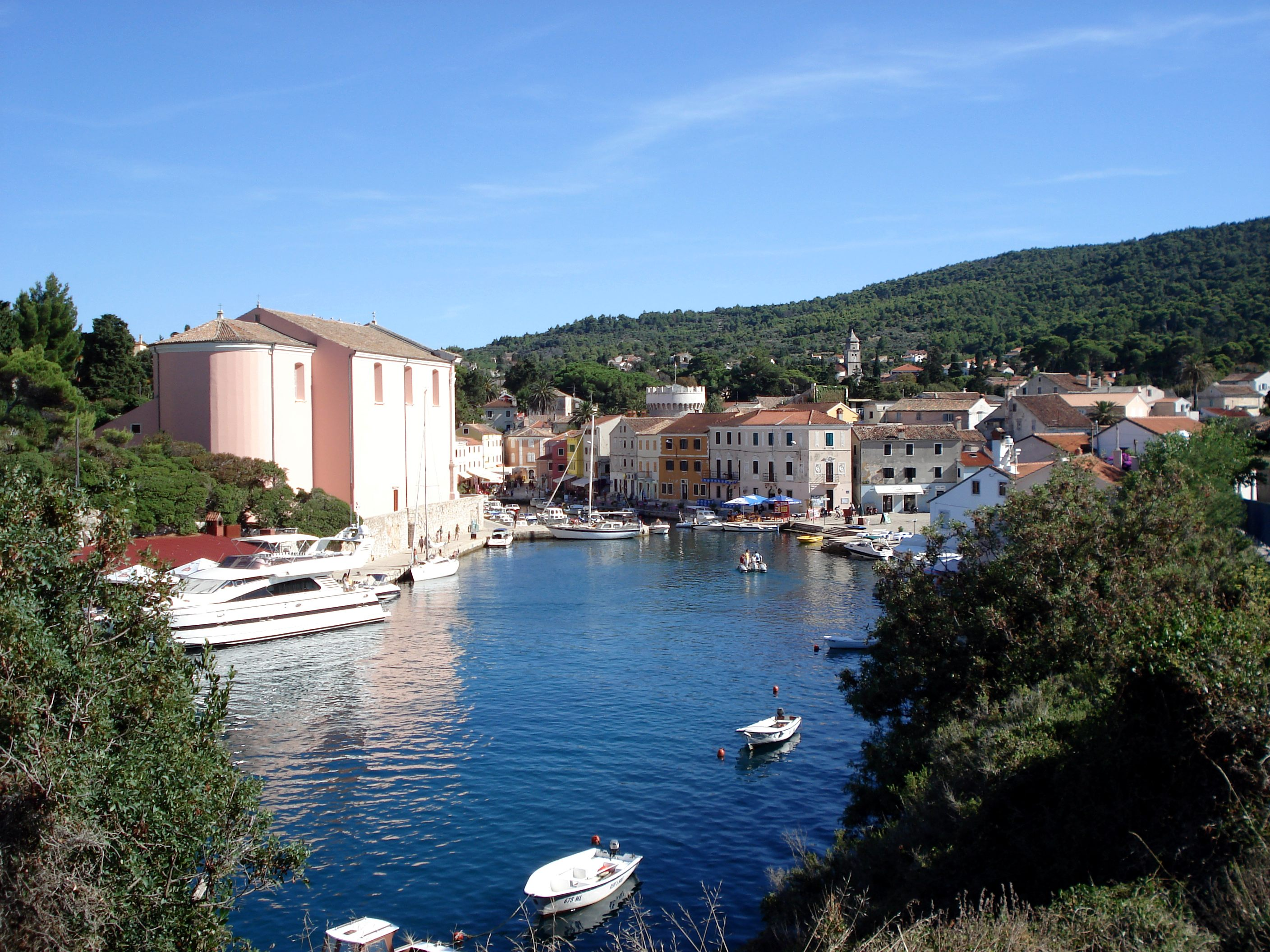
ヴェリ・ロシニ港に面した旧市街

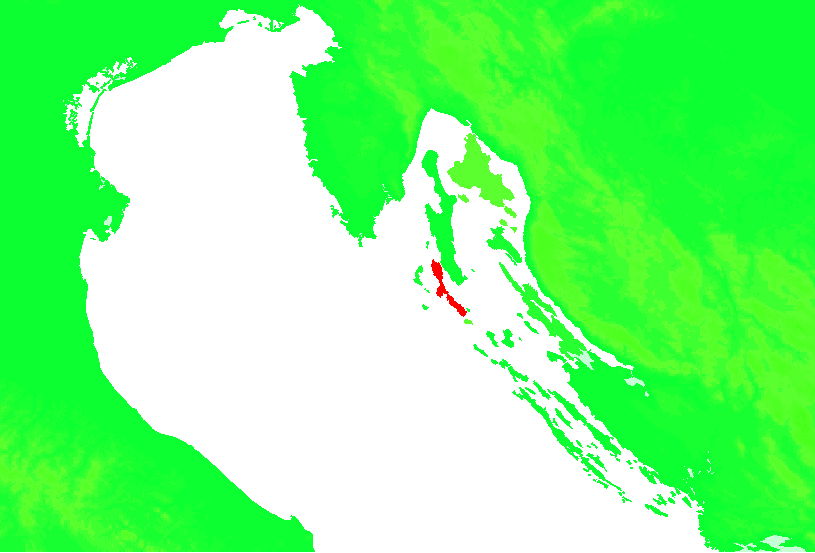
ロシニ島の位置

ロシニ島 （ロシニとう、クロアチア語: Lošinj クロアチア語発音: [lɔ̌ʃiːɲ]; イタリア語: Lussino; ドイツ語: Lötzin; ヴェネト語: Lusin; ラテン語: Apsorrus; ギリシャ語: Αψωρος, ラテン文字転写: Apsoros）は、クロアチアの島。アドリア海北部、クヴァルネル湾に位置する。本土の都市リエーカの南にあり、プリモリェ＝ゴルスキ・コタル郡に属する。面積は74.36 km2、人口は2001年時点で8,134人。

## 概要
ロシニ島にある定住地は以下のようになっている:
- ネレジネ（Nerezine）
- スヴェティ・ヤコヴ（Sveti Jakov）
- チュンスキ（Ćunski）
- アルタトゥリ（Artaturi）
- マリ・ロシニ（Mali Lošinj）
- ヴェリ・ロシニ（Veli Lošinj）

島内の道路は島の全長を走る。フェリーは、隣のツレス島を経由してザダルから、そしてプーラからやってくる。また、空港もある。

## 地理
ロシニ島は、ツレス＝ロシニ群島の一部である。ツレス＝ロシニ群島には、ツレス島、ロシニ島、ウニエ島、イロヴィク島、スサク島、ヴェレ・スラカネ島、マレ・スラカネ島、そして多くの小さな無人島がある。ツレス島が最大の島で、ロシニ島は2番目に大きい。ツレス島とロシニ島は、小さな橋でつながっている。
ロシニ島はアドリア海諸島の中で11番目に大きく、全長33 km、幅は北から島中間では4.75 km（マリ・ロシニ付近ではより狭く0.25 km）である。海岸線は全長112.7kmとなる。
年間の日照時間は2600時間を超え、夏期にはドイツとイタリアからの観光客に人気の観光地となる。年間の湿度は70％で、夏の平均気温は24℃、冬は7℃である。
島の最高点は、テレヴリン山（別名オソルシュチツァとも、Osoršćica）の588 mと、スヴェティ・ニコラの557mである。ネレジネとスヴェティ・ヤコヴはこの山地にある。島は石灰岩とドロマイト岩が優勢である。砂の堆積はクリラ半島西部にある。
島は温暖な気候で常緑樹が多い（ギンバイカ、ウバメガシ、月桂樹など）。北の高地ではさらに植生がまばらになる。ヴェリ・ロシニ、ツイカトといった南西海岸はマツの森が取り囲む。

## 歴史
ロシニ島は古代から人が定住していたと考えられている。これは、オソルシュツイカの麓とマリ・ロシニ港周囲の砦が証拠である。ローマ人は島をアプソルス（Apsorrus、プトレマイオス記述）と呼び、ロシニとツレスの島々を集合してアプシルティデス（Apsirtides）と呼んだ。数カ所では、ローマ人のヴィラ（別荘）が発掘された。いくつかの小さな隠者の教会は、ローマ時代のものである。中世、ロシニは教会の財産であったり、ツレス島のオソルに住む貴族の所有となったりした。そして定住する人はいなかった。  
本土からの移住者の最初の記録は、1280年である。オソルとの契約に従い、この定住者らは1389年に自治を獲得した。ロシニの名が初めて登場するのは1384年である。15世紀以降次第にオソルが衰退するのと平行して、ヴェリ・ロシニとマリ・ロシニの住民らが次第に重要な役割を担うようになった。

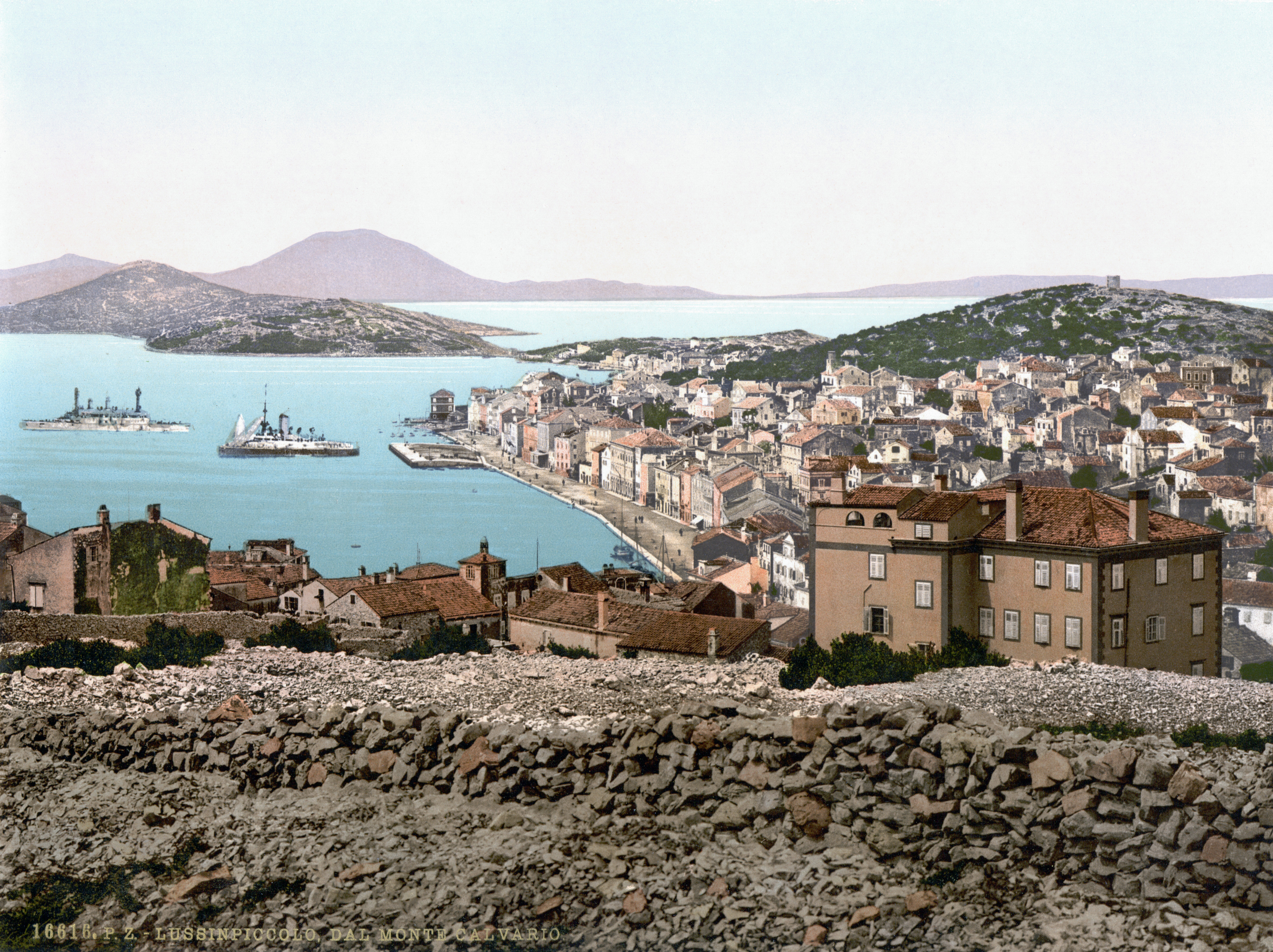
1900年頃のマリ・ロシニ

18世紀と19世紀、貿易、造船、船乗り家業が島の発展をさらに加熱させた。長くアドリア海沿岸を支配したヴェネツィア共和国の没落後、ロシニはオーストリア＝ハンガリー帝国の支配を1918年まで受けた。1943年まではイタリア領となり、1945年にユーゴスラビアに併合された。1991年にクロアチアが独立を果たすと、その一部となって今に至っている。
1945年のユーゴスラビアによる併合は、共産主義体制のユーゴスラビアで生きることを望まないイタリア語話者の国外脱出へとつながった。これらの国外脱出者らはイタリアや世界各地で現在も活気あるコミュニティーを持っており、思い出を生かし伝統を伝える時事回報を発行している(http://www.lussinpiccolo-italia.net)。

## 出身の著名人
- アゴスティーノ・ストラウリーノ　-　ヘルシンキオリンピック、セーリング、スタークラスの金メダリスト。